# Aníbal Sattler
Anibal Javier Sattler es un bioingeniero y docente argentino, que ocupa el cargo de Rector de la Universidad Autónoma de Entre Ríos (UADER) desde 2012.

## Biografía
Sattler se graduó como Bioingeniero en la Facultad de Ingeniería (UNER) de la Universidad Nacional de Entre Ríos. En dicha universidad fue profesor en las asignaturas Álgebra Lineal y Cálculo en una variable de las carreras de Bioingeniería y Licenciatura en Bioinformática. En la Facultad de Ciencias de la Vida y la Salud de la UADER fue profesor titular de Tomografía Computada. En la UADER desempeñó además cargos de gestión, siendo secretario de la Facultad de Ciencias de la Vida y la Salud entre 2004 y 2007 y posteriormente en la universidad entre 2007 y 2011. En 2011 fue elegido decano de la facultad, cargo que ocupa por un año.
En 2012 se convirtió en el primer Rector de la UADER elegido por la Asamblea Universitaria tras finalizar el proceso de normalización. Como rector de la universidad integra el Consejo Interuniversitario Nacional (CIN), siendo coordinador de la RedBien del ente.